# 아나 벨렌
아나 벨렌(Ana Belén, 1951년 5월 27일 ~ )은 스페인의 배우, 가수이다.

## 출연 작품
- 사랑은 건강을 심하게 해친다 (1996)
- 프론트 라인 (1996)
- 패션 투르카 (1994)
- 완벽한 정부 (1992)